# Associazione Sportiva Pescara 1973-1974
Questa voce raccoglie le informazioni riguardanti l'Associazione Sportiva Pescara nelle competizioni ufficiali della stagione 1973-1974.

## Rosa
| N. |                   | Ruolo | Calciatore           |
| -- | ----------------- | ----- | -------------------- |
|    | Italia (bandiera) | D     | Luciano Battiston    |
|    | Italia (bandiera) | D     | Francesco Ciampoli   |
|    | Italia (bandiera) | A     | Claudio Capogna      |
|    | Italia (bandiera) | A     | Romolo Ciardella     |
|    | Italia (bandiera) | P     | Paolo Cimpiel        |
|    | Italia (bandiera) | C     | Enrico Concari       |
|    | Italia (bandiera) | D     | Gianfranco De Marchi |
|    | Italia (bandiera) | A     | Renzo Favaron        |
|    | Italia (bandiera) |       | Ferrari              |
|    | Italia (bandiera) | C     | Antonio Lopez        |

| N. |                   | Ruolo | Calciatore        |
| -- | ----------------- | ----- | ----------------- |
|    | Italia (bandiera) | D     | Pasquale Loseto   |
|    | Italia (bandiera) | C     | Enrico Pennati    |
|    | Italia (bandiera) | C     | Edmondo Prosperi  |
|    | Italia (bandiera) | D     | Franco Rosati     |
|    | Italia (bandiera) |       | Rossetti          |
|    | Italia (bandiera) | D     | Matteo Santucci   |
|    | Italia (bandiera) | A     | Corrado Serato    |
|    | Italia (bandiera) | C     | Ennio Turrini     |
|    | Italia (bandiera) | P     | Giuseppe Ventura  |
|    | Italia (bandiera) | C     | Vincenzo Zucchini |